# Eric Healey
Pour les articles homonymes, voir Healey.
Eric M. Healey (né le 20 janvier 1975 à Hull dans le Massachusetts aux États-Unis) est un joueur professionnel américain de hockey sur glace.

## Carrière
Il commence sa carrière en 1998 avec l'université de Rensselaer Polytechnic Institute en NCAA. En 1998, il passe professionnel avec les Flames de Saint-Jean en Ligue américaine de hockey. Durant le lock-out 2004-2005 de la LNH, il rejoint les Adler Mannheim évoluant en DEL. En 2005, il joue deux matchs de LNH avec les Bruins de Boston. Depuis 2007, il joue aux Monsters du lac Érié dont il est l'assistant du capitaine Mark Rycroft.

## Statistiques
| Saison     | Équipe                 | Ligue       |    | Saison régulière | Saison régulière | Saison régulière | Saison régulière | Saison régulière |   | Séries éliminatoires | Séries éliminatoires | Séries éliminatoires | Séries éliminatoires | Séries éliminatoires |
| Saison     | Équipe                 | Ligue       | PJ | B                | A                | Pts              | Pun              | PJ               | B | A                    | Pts                  | Pun                  |                      |                      |
| 1994-1995  | R.P.I.                 | NCAA        | 37 | 13               | 11               | 24               | 35               | -                | - | -                    | -                    | -                    |                      |                      |
| 1995-1996  | R.P.I.                 | NCAA        | 35 | 18               | 22               | 40               | 57               | -                | - | -                    | -                    | -                    |                      |                      |
| 1996-1997  | R.P.I.                 | NCAA        | 36 | 30               | 26               | 56               | 63               | -                | - | -                    | -                    | -                    |                      |                      |
| 1997-1998  | R.P.I.                 | NCAA        | 35 | 21               | 27               | 48               | 42               | -                | - | -                    | -                    | -                    |                      |                      |
| 1998-1999  | Flames de Saint-Jean   | LAH         | 64 | 14               | 24               | 38               | 77               | -                | - | -                    | -                    | -                    |                      |                      |
| 1998-1999  | Solar Bears d'Orlando  | LIH         | 13 | 5                | 4                | 9                | 13               | 8                | 1 | 0                    | 1                    | 12                   |                      |                      |
| 1999-2000  | Falcons de Springfield | LAH         | 32 | 14               | 15               | 29               | 51               | 1                | 0 | 0                    | 0                    | 2                    |                      |                      |
| 2000-2001  | Falcons de Springfield | LAH         | 66 | 16               | 17               | 33               | 53               | -                | - | -                    | -                    | -                    |                      |                      |
| 2001-2002  | Bandits de Jackson     | ECHL        | 2  | 1                | 1                | 2                | 0                | -                | - | -                    | -                    | -                    |                      |                      |
| 2001-2002  | Monarchs de Manchester | LAH         | 65 | 24               | 34               | 58               | 45               | 5                | 2 | 2                    | 4                    | 8                    |                      |                      |
| 2002-2003  | Monarchs de Manchester | LAH         | 75 | 42               | 31               | 73               | 47               | 3                | 1 | 0                    | 1                    | 2                    |                      |                      |
| 2003-2004  | Wolves de Chicago      | LAH         | 71 | 31               | 20               | 51               | 52               | 10               | 3 | 6                    | 9                    | 10                   |                      |                      |
| 2004-2005  | Adler Mannheim         | DEL         | 50 | 16               | 13               | 29               | 54               | 13               | 2 | 4                    | 6                    | 12                   |                      |                      |
| 2005-2006  | Bruins de Providence   | LAH         | 66 | 29               | 42               | 71               | 49               | 5                | 2 | 3                    | 5                    | 0                    |                      |                      |
| 2005-2006  | Bruins de Boston       | LNH         | 2  | 0                | 0                | 0                | 2                | -                | - | -                    | -                    | -                    |                      |                      |
| 2006-2007  | Falcons de Springfield | LAH         | 80 | 27               | 48               | 75               | 51               | -                | - | -                    | -                    | -                    |                      |                      |
| 2007-2008  | Monsters du lac Érié   | LAH         | 78 | 22               | 36               | 58               | 48               | -                | - | -                    | -                    | -                    |                      |                      |
| 2008-2009  | Mora IK                | Allsvenskan | 20 | 10               | 15               | 25               | 36               | -                | - | -                    | -                    | -                    |                      |                      |
| 2008-2009  | SC Langnau Tigers      | LNA         | 13 | 5                | 7                | 12               | 6                | -                | - | -                    | -                    | -                    |                      |                      |
| 2009-2010  | Graz 99ers             | EBEL        | 53 | 27               | 40               | 67               | 18               | -                | - | -                    | -                    | -                    |                      |                      |
| 2010-2011  | EHC Linz               | EBEL        | 19 | 4                | 9                | 13               | 18               | -                | - | -                    | -                    | -                    |                      |                      |
| Totaux LNH | Totaux LNH             | Totaux LNH  | 2  | 0                | 0                | 0                | 2                | -                | - | -                    | -                    | -                    |                      |                      |

## Trophées et honneurs personnels
- NCAA :
  - 1996-1997 : nommé dans la seconde équipe d'étoiles de l'association est de la NCAA ;
  - 1997-1998 : nommé dans la seconde équipe d'étoiles de l'association est de la NCAA ;
  - 1996-1997 : nommé dans la première équipe d'étoiles de la ECAC Hockey League ;
  - 1997-1998 : nommé dans la première équipe d'étoiles de la ECAC Hockey League.
- Ligue américaine de hockey :
  - 2002-2003 : vainqueur du trophée Fred-T.-Hunt ;
  - 2006 : sélectionné pour le Match des étoiles avec l'équipe PlanetUSA (capitaine).